# Region Agadez
Die Region Agadez [aɡaˈdɛs] ist eine der sieben Regionen Nigers und liegt im Norden des Landes. Ihre Hauptstadt ist Agadez. Die Region umfasst eine Fläche von 667.799 Quadratkilometern und damit mehr als die Hälfte der Fläche des Niger. Sie hat 585.700 Einwohner (2018).

## Geographie

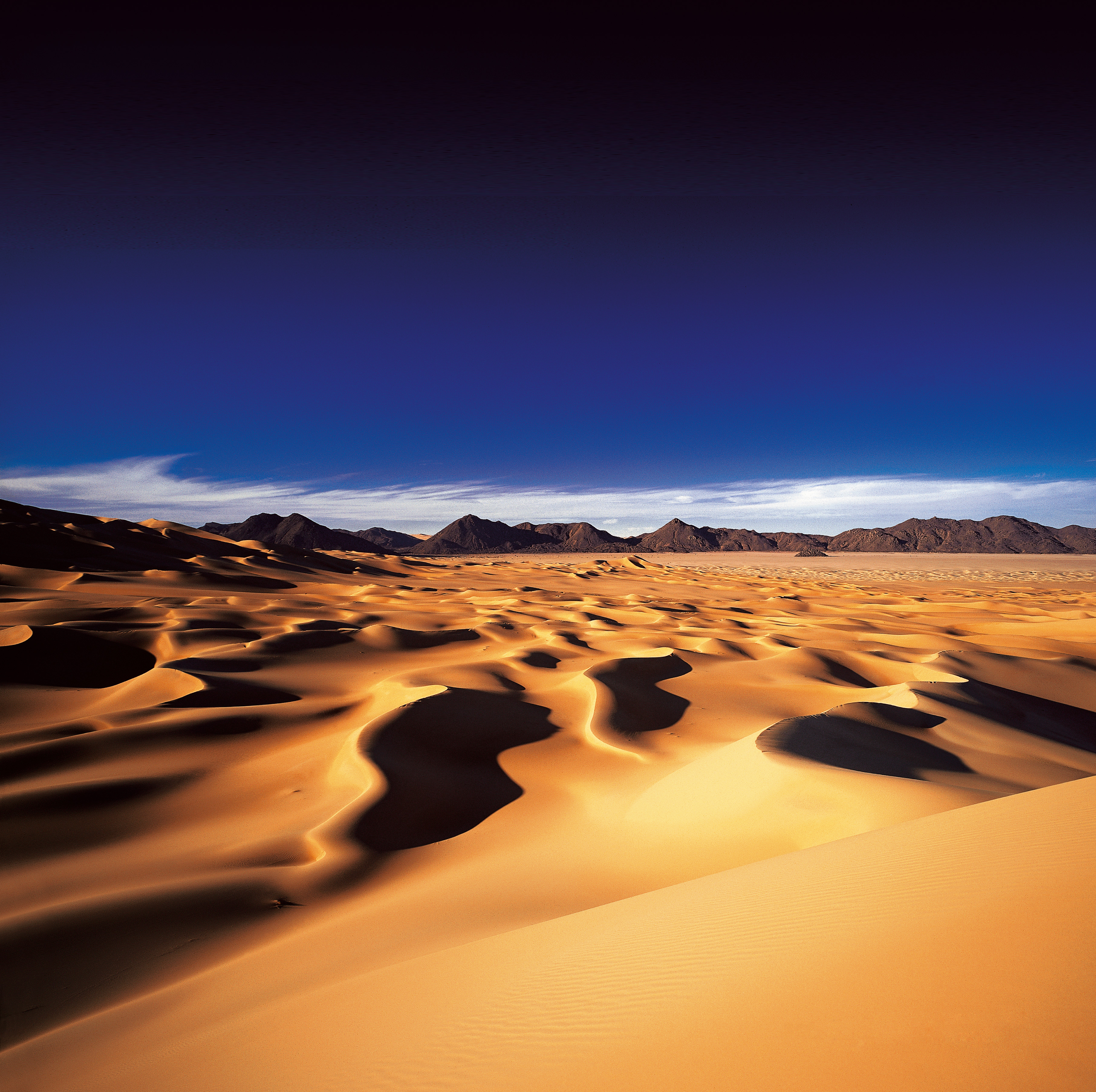
Sanddünen im Tal Arakao in der Region Agadez (2004)

Die Topographie der Region Agadez wird größtenteils bestimmt von den Wüsten Ténéré, Grand Erg Du Bilma, dem Aïr-Gebirge und dem Plateau von Djado. Die Regenfälle sind gering. Es gibt fossile Grundwasservorkommen. In ihrem geologischen Aufbau vereint die Region mehrere Erdzeitalter: das Paläozoikum (vor allem im Norden), das Mesozoikum (vor allem im Südwesten), das Quartär (vor allem im Südosten) und das Präkambrium (vor allem im Aïr-Gebirge).
Die Region Agadez ist in die sechs Departements Aderbissinat, Arlit, Bilma, Iférouane, Ingall und Tchirozérine unterteilt.
Bedeutende Ortschaften (Oasen) neben Agadez-Stadt sind Arlit, Bilma, Dirkou, Fachi, Iferouane, Ingall, Séguédine, Tegguida-n-Tessoum und Timia.
Agadez grenzt im Nordwesten an die Provinz Tamanrasset in Algerien, im Nordosten an die Munizipe Ghat und Murzuq in Libyen, im Osten an die Region Borkou-Ennedi-Tibesti im Tschad und im Westen an die Region Kidal in Mali. Südlich von Agadez liegen – von Osten nach Westen – die nigrischen Regionen Diffa, Zinder, Maradi und Tillabéri.
In der Region liegt das für die Paläoarchäologie bedeutende Ausgrabungsgebiet Gadoufaoua, der sogenannte Saurierfriedhof der Sahara.

## Geschichte
Die Region Agadez geht auf die französische Kolonialzeit zurück. Im Juli 1922 wurde Niger in neun Kreise (cercles) gegliedert, die aus Unterabteilungen (subdivisions) bestanden. Der Kreis Agadez setzte sich aus den Unterabteilungen Agadez und Bilma zusammen. Der gesamte Kreis stand bis 1946 vollständig unter Militärverwaltung, die Unterabteilung Bilma für ein weiteres Jahrzehnt. Nach der Unabhängigkeit Nigers im Jahr 1960 wurde die Kreise am 1. Januar 1961 durch 31 Bezirke (circonscriptions) ersetzt.
Der unmittelbare Vorgänger der Region Agadez war das Departement Agadez, das durch eine am 1. Oktober 1965 in Kraft getretene Verwaltungsreform geschaffen wurde, die Niger in sieben Departements (départements) gliederte. Die damaligen Departements wurden schließlich am 14. September 1998 in Regionen (régions) umgewandelt, die in ihrerseits Departements unterteilt sind.

## Politik

### Gouverneur
An der Spitze der Region steht ein vom Ministerrat Nigers ernannter Gouverneur. Er vertritt den Gesamtstaat. Vor der Umwandlung in eine Region wurde das Gebiet nicht von einem Gouverneur, sondern von einem Präfekten geleitet.
Liste der Präfekte (Auswahl)
- 1975–1979: Bagnou Beido (erste Amtszeit)[4]
- 1983–1988: Bagnou Beido (zweite Amtszeit)[5]
- 1996–1997: Illias Almahady[6]
- 1998–1999: Yayé Garba (später auch Gouverneur)[7]
- 1999: Mounkaïla Issa[8]

Liste der Gouverneure (Auswahl)
- 2010–2011: Yayé Garba (früher bereits Präfekt)[9]
- 2011–2014: Garba Maïkido[10]
- 2014–2016: Mamadou Fodé Camara[11]
- 2016–2021: Sadou Soloké[12]
- 2021–2023: Magagi Maman Dada[13]
- seit 2023: Ibro Boulama[14]

### Regionalrat
Der Regionalrat (conseil régional) von Agadez ist ein Organ der Deliberation. Er setzt sich aus gewählten Mitgliedern und Mitgliedern von Rechts wegen zusammen. Letztere, die nicht mehr als ein Fünftel der durch Wahl vergebenen Sitze einnehmen dürfen, sind Vertreter der chefferie traditionnelle, der traditionellen Herrscher. Dazu zählt beispielsweise der Sultan von Aïr. Der Regionalrat von Agadez hat 27 gewählte Mitglieder.
Der Präsident des Regionalrats (président du conseil) und dessen ein bis zwei Stellvertreter sind ein Organ der Exekutive in der Region.

## Bevölkerung

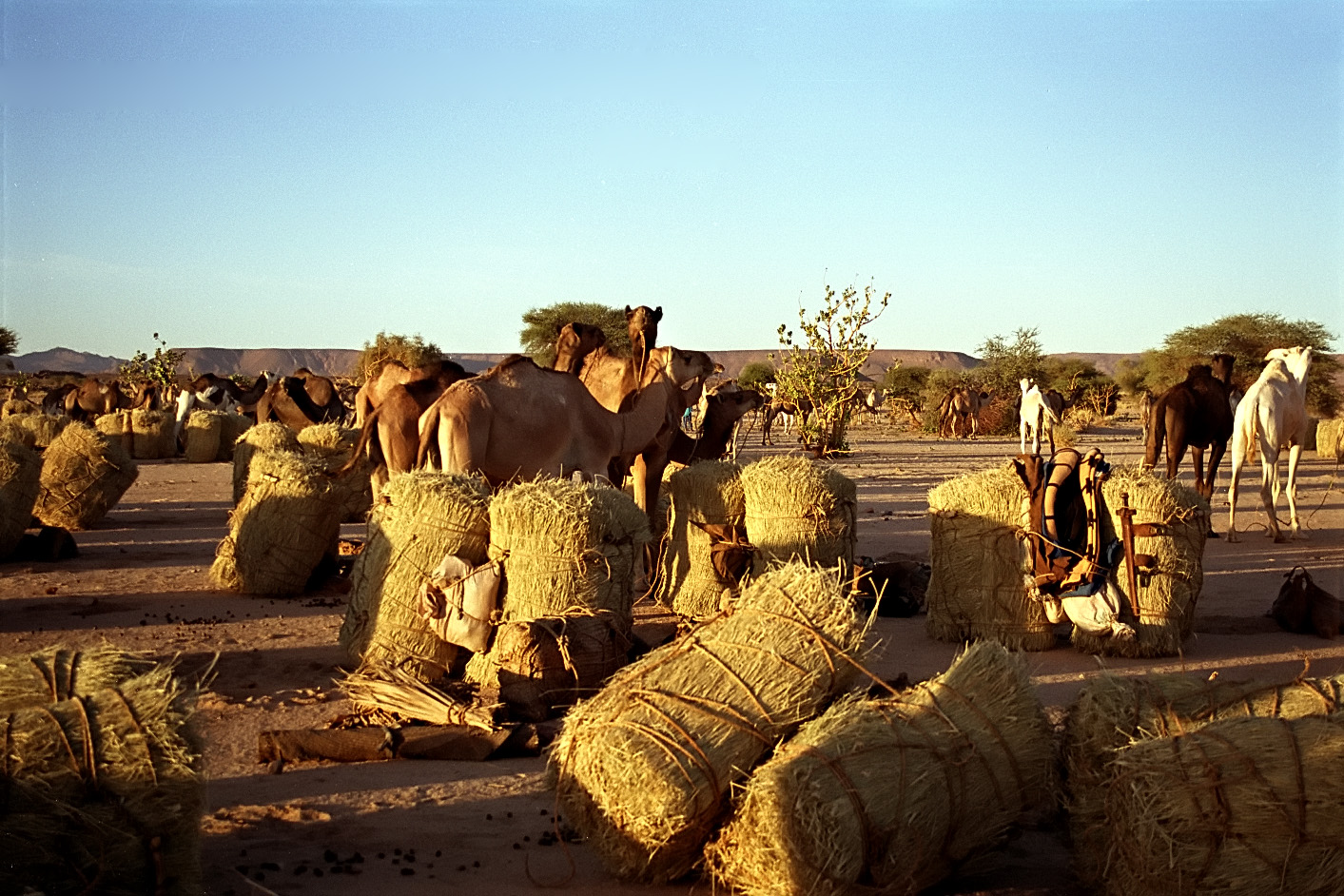
Kamelkarawane in der Region Agadez (2000)

Das Gebiet der Region Agadez hatte 1960, im Jahr der Unabhängigkeit Nigers, etwa 62.000 Einwohner. Die Volkszählung 1977 ergab 124.985 Einwohner, die Volkszählung 1988 205.108 Einwohner und die Volkszählung 2001 321.639 Einwohner. Die Volkszählung 2012 ergab 487.620 Einwohner.
Agadez ist die einzige Region Nigers, in der die Tuareg die Bevölkerungsmehrheit stellen. Dieser Volksgruppe gehören 60 % der Gesamtbevölkerung an. Die zweitgrößte Gruppe sind die Hausa mit 24 %. Weitere Volksgruppen in der Region sind Kanuri und Zarma-Songhai mit jeweils 5 %, Araber und Fulbe mit jeweils 2 % sowie Tubu mit 1 %.
Einwohnerentwicklung
Die folgende Übersicht zeigt die Einwohnerzahlen nach dem jeweiligen Gebietsstand seit der Volkszählung 1977.
|      | Einwohner |
| ---- | --------- |
| 1977 | 124.985   |
| 1988 | 208.828   |
| 2001 | 321.639   |
| 2012 | 487.620   |
| 2018 | 585.700   |

## Wirtschaft und Infrastruktur

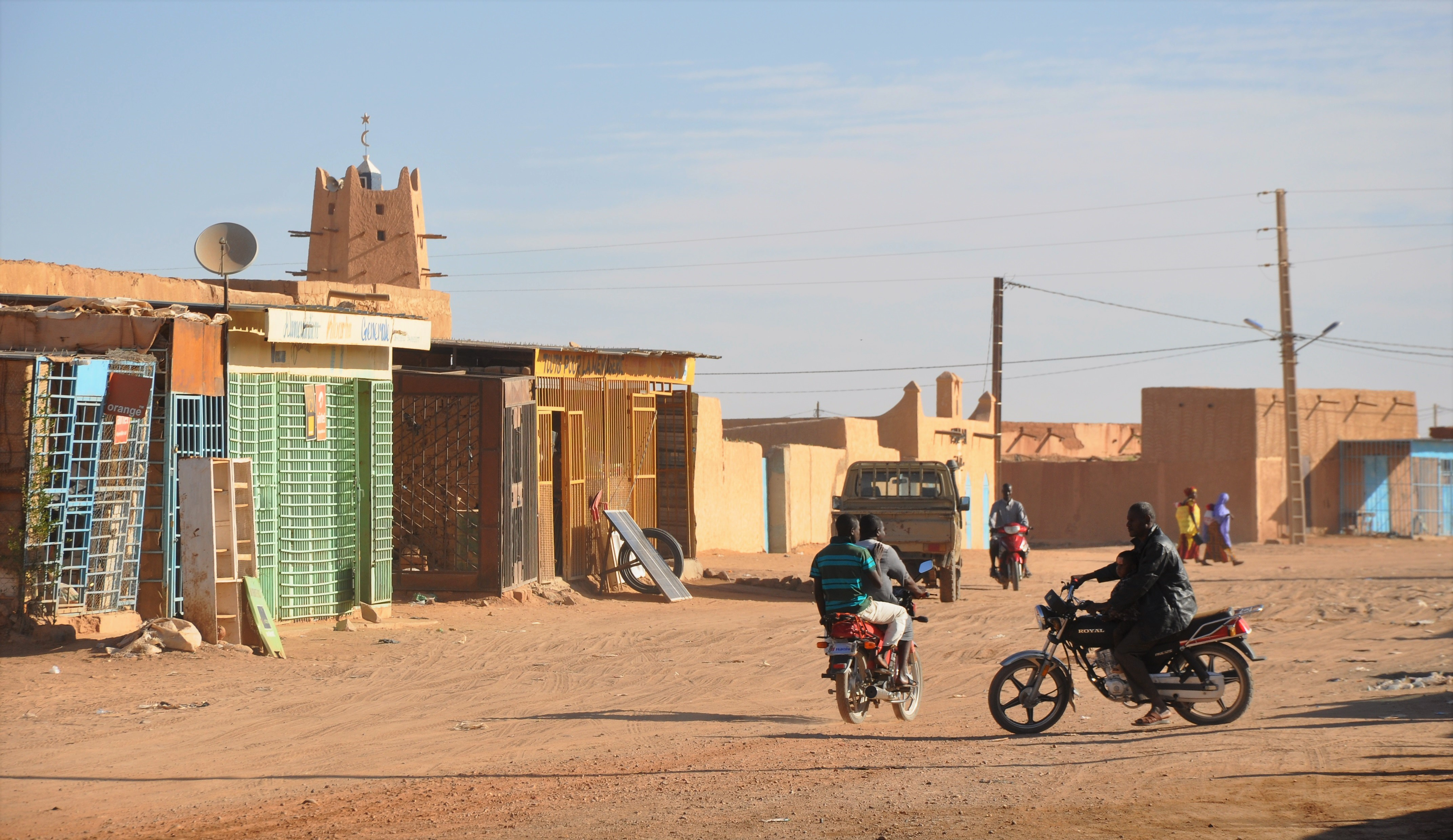
Straßenszene in der Bergbaustadt Arlit (2018)

Die Region Agadez ist wirtschaftlich sehr wichtig, da hier eines der weltgrößten Uranvorkommen abgebaut wird. Der Uranbergbau in Niger erwirtschaftet das wichtigste Exportgut Nigers.
Landwirtschaftlich ist Agadez dagegen eher karg. In den Oasen wird nach Möglichkeit in bescheidenem Ausmaß Landwirtschaft betrieben. Wirtschaftlich bedeutend ist die Salzgewinnung. Salzkarawanen transportieren das Salz aus den Oasen in die Städte weiter im Süden Nigers, wo es gegen Hirse und andere Nahrungsmittel und Gebrauchsgüter eingetauscht wird.
In der Region Agadez gibt es 399 Grundschulen, davon sind 16 Privatschulen. Die Brutto-Einschulungsrate betrug im Schuljahr 2009/2010 83,1 % (landesweit 72,9 %), bei Mädchen 79,3 % (landesweit 63,9 %). Auf einen Grundschullehrer kamen durchschnittlich 34 Schüler (landesweit 39). Die Grundschulabschlussrate betrug 52,6 % (landesweit 49,3 %), bei Mädchen 50,5 % (landesweit 41,5 %).